# 아테네 학당
《아테네 학당》(이탈리아어: Scuola di Atene)은 화가 라파엘로의 프레스코화로 1509 ~ 1511년에 바티칸 사도 궁전 내부의 방들 가운데 교황의 개인 서재인 서명의 방에 교황 율리오 2세를 위해 만들어졌다. 이 그림은 연작의 한 부분으로 《아테네 학당》 옆에는 《신성한 성단식의 논의》(성체논의, Disputa del Sacramento)와 추덕을 보여주는 파르나소스산을 표현했다. 그림의 제목은 고대 그리스의 뛰어난 철학적 사고 학당을 나타내고, 그들의 선구자, 주요 대표자 및 후계자를 구현해냈다. 중심에는 철학자 플라톤과 아리스토텔레스가 있다. 이 프레스코는 르네상스 정신 속에 유럽 문화, 그들의 철학 그리고 학문의 기원에 대한 고대 사상을 찬양한다.

## 회화

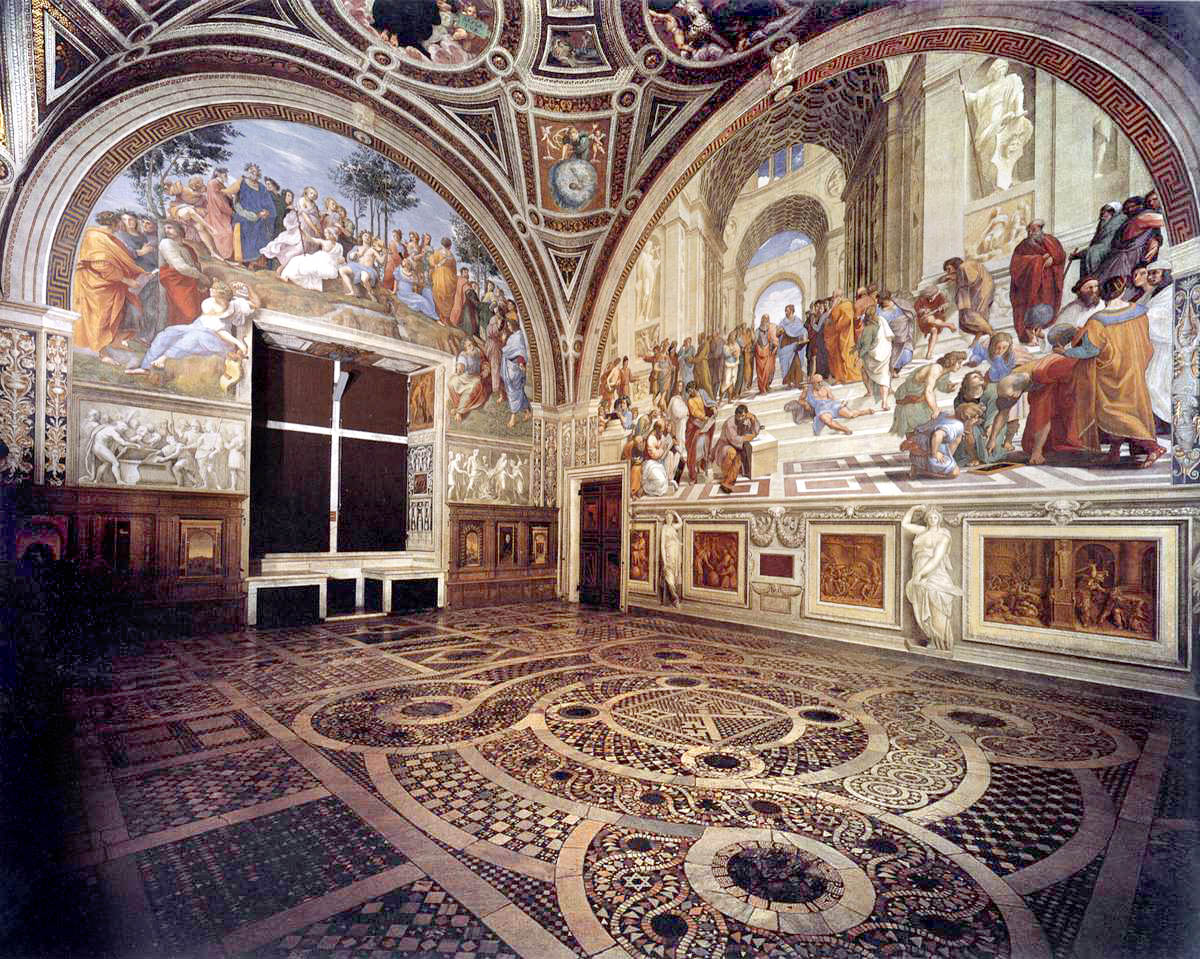
《파르나소스산》과 《아테네 학당》이 있는 라파엘로의 방

이 그림의 폭은 대략 7.70m이다. 1점 투시도법으로 구성된 기념비적인 공간 내부를 보여주며, 그림은 고대부터 르네상스에 이르는 중요한 과학자들과 철학자들의 모임이 거행되고 있다. 왼쪽에는 플라톤 철학파가 있고 오른쪽에는 아리스토텔레스적 사상으로 나뉘어 있다. 뒤쪽 배경에는 철학적 대표자가 있으며, 전경에는 과학자, 수학자 및 예술가가 있다. 《아테네 학당》이란 이름은 1695년 조반니 피에트로 벨로리(Giovanni Pietro Bellori)에 의해 처음 언급되었다.
윤리학 책을 들고 있는 아리스토텔레스는 현실 세계를 중시했기에 땅을 향해 손바닥을 펼치는 동작을 하고 있다. 한 손에 《티마이오스》를 들고 있는 플라톤은 수직으로 오른손을 들어 하늘을 가리키고 있어 관념 세계를 논하는 그의 철학을 암시한다. 프레스코 맞은 편에는 라파엘이 그린 성체논의(Disputa del Sacramento)도 있다. 두 그림 모두 고대 및 기독교, 아리스토텔레스 및 플라톤 사상을 요약해서 표현했다.
《아테네 학당》의 밑그림은 밀라노에 있는 암브로지아나 회화관(Pinacoteca Ambrosiana)에 보관되어 있다.
조르지오 바사리에 따르면 《아테네 학당》은 라파엘로가 율리오 2세를 위해 만든 최초의 프레스코화였다. 교황은 이 작품에 대해 매우 열광했으며 방에 있는 다른 예술가들의 작품을 중단시키고 라파엘로에게 단독으로 맡기게 된다. 이 연대기를 연구하고 있으나 논쟁의 여지가 있으며 마지막 복원 결과에 따라 부분적으로만 확인된다.

## 표현된 인물
그려진 인물들에 대한 통일 된 의견은 없다. 저자에 따라 해석이 서로 다르며 한 인물에 대하여 여러 가능한 사람을 나타내기도 한다. 그중에 확실히 일치하는 점은 논쟁 중으로 묘사된 중심인물인 (14번과 15번) 플라톤과 아리스토텔레스이다.

《아테네 학당》 속 인물 설명

일반적인 역사적 인물의 분류, 부분적으로 논란의 여지가 있음.
1. 키티온의 제논(스토아 학파 창시자)
2. 에피쿠로스(에피쿠로스 학파 창시자)
3. 페데리코 2세 곤차가(만토바 공작)

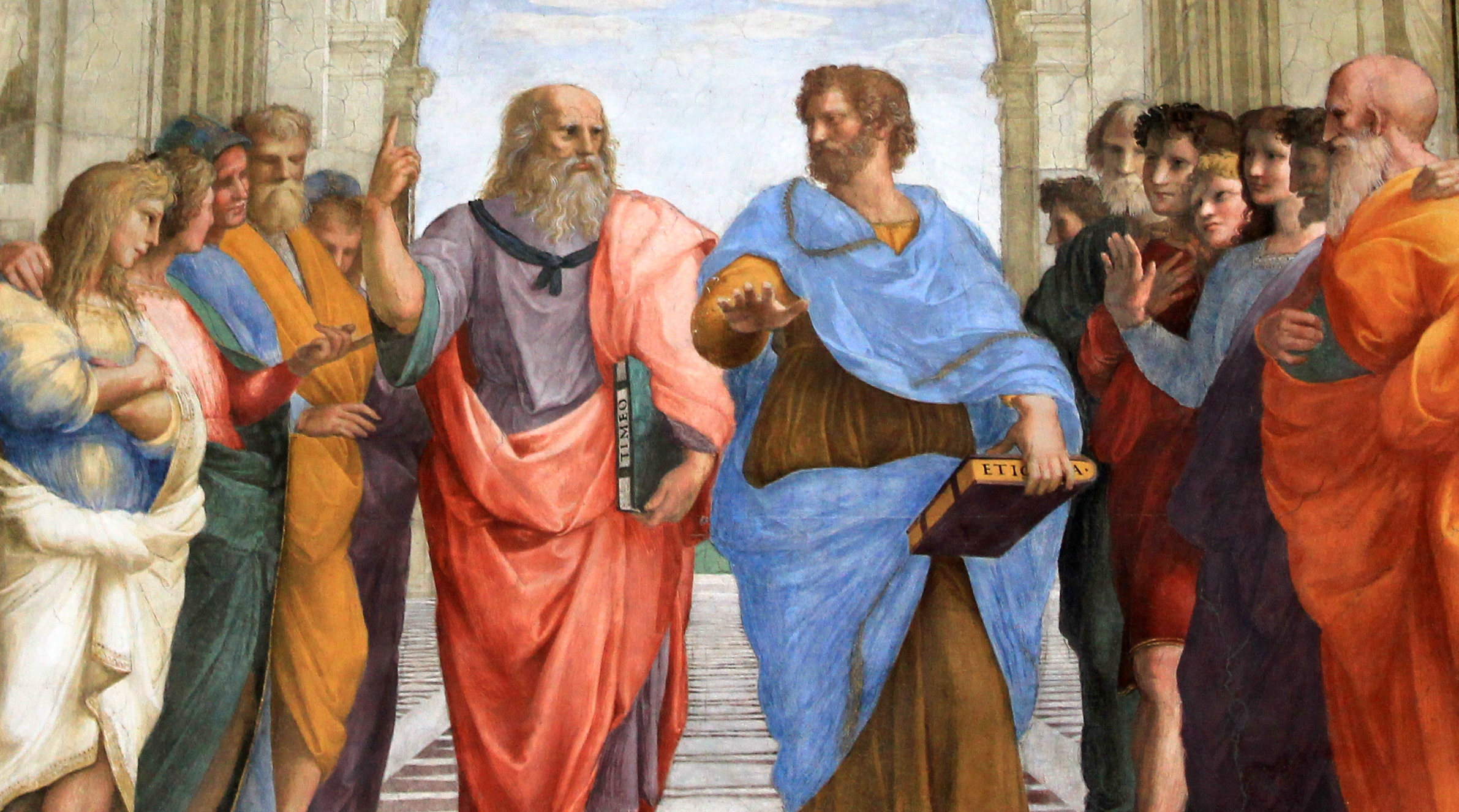
14. 플라톤과 15. 아리스토텔레스(디테일)

4. 분류 불명확: 보이티우스, 아낙시만드로스 또는 엠페도클레스
5. 이븐 루시드(아랍 철학자 및 신학자)
6. 피타고라스(수학자), 옆에 있는 소년은 파르메니데스로 추정
7. 알키비아데스(아테네 출신의 정치인 및 장군)
8. 분류 불명확: 크세노폰(소크라테스의 역사학자 및 저술가) 또는 안티스테네스
9. 분류 불명확: 히파티아 또는 프란체스코 마리아 1세 델라 로베레 디 우르비노 공작
10. 분류 불명확: 아이스키네스 또는 크세노폰
11. 분류 불명확: 파르메니데스(철학자, 엘레아 학파 창시자) 또는 유클리드(수학자)
12. 소크라테스(철학자, 플라톤의 스승)
13. 헤라 클리 투스(철학자, 미켈란젤로를 모델로 함)
14. 티마이오스 글씨와 플라톤(철학자, 레오나르도 다 빈치를 모델로 함)
15. 니코마코스 윤리학 글씨와 아리스토텔레스(철학자, 플라톤의 제자)
16. 디오게네스(철학자, 키니코스 학파 )
17. 분류 불명확: 플로티노스(철학자) 또는 사모스의 아리스타르코스(천문학자 및 수학자)
18. 분류 불명확: 유클리드 또는 아르키메데스(수학자, 브라만테를 모델로 함)
19. 분류 불명확: 짜라투스트라(종교 페르시아의 창시자) 또는 바빌론의 셀레우코스(천문학)
20. 프톨레마이오스(천문학자 및 지리학자)
21. 분류 불명확: 프로토제네스 또는 코페르니쿠스

문자 R이 표시되어 있는 인물은 라파엘로다. 유클리드 의복 목 가장자리에는 R.V.S.M이라는 글자가 있으며 이는 예술가의 서명으로 해석된다.(Raffael urbinas sua manu). 

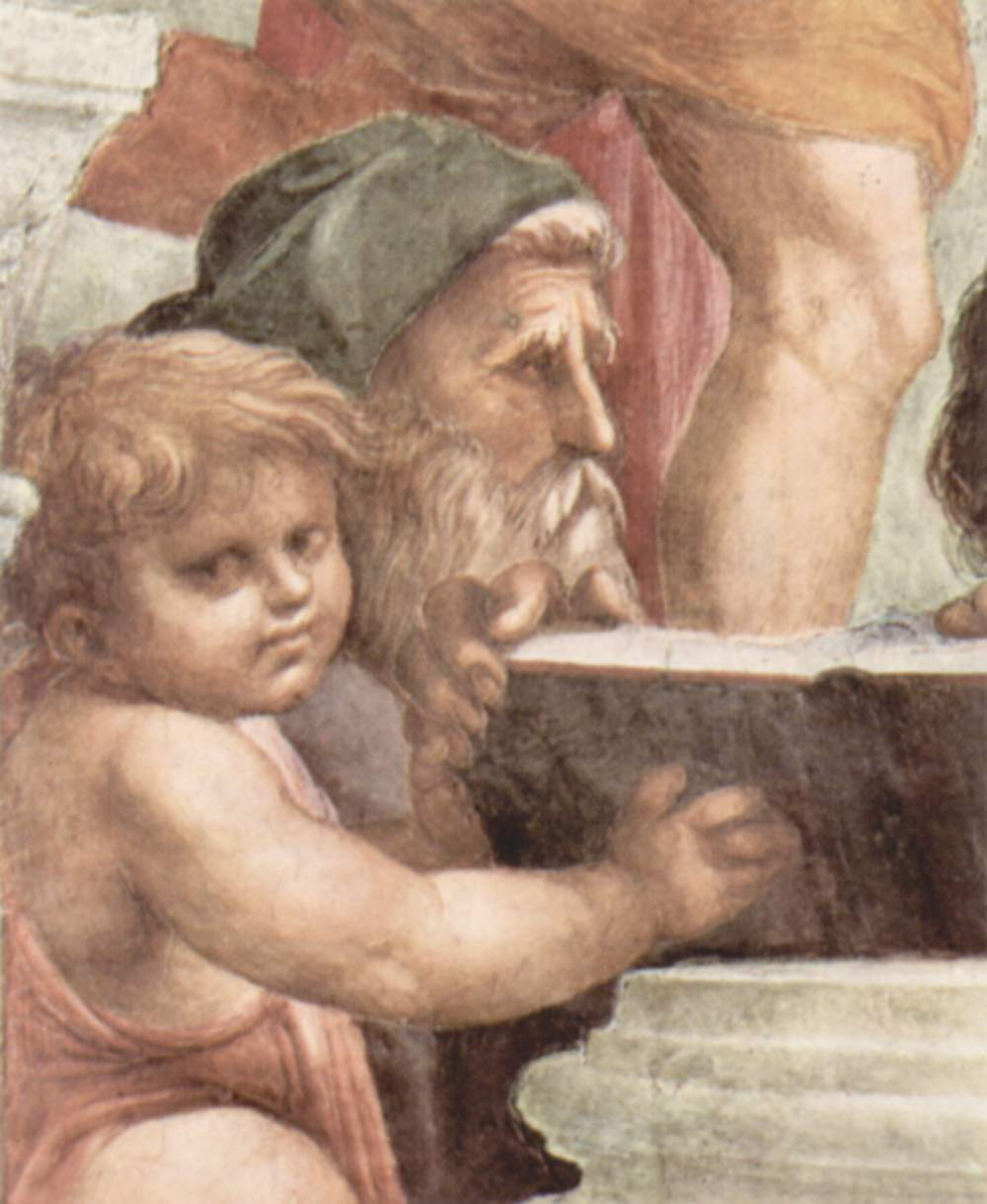
1. 키티온의 제논(스토아 학파 창시자)
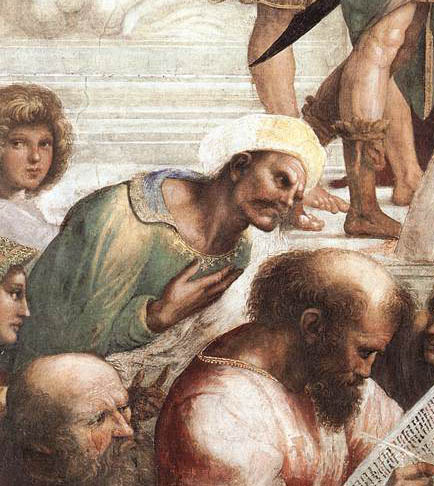
5. 이븐 루시드
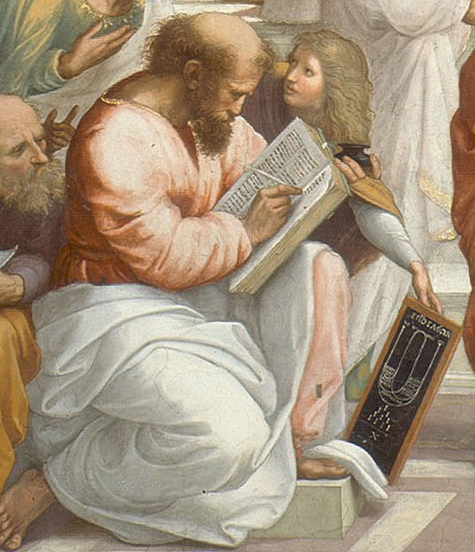
6. 피타고라스
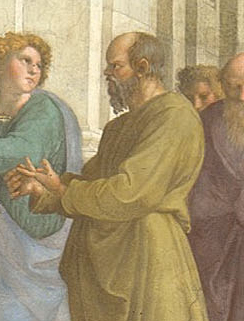
소크라테스
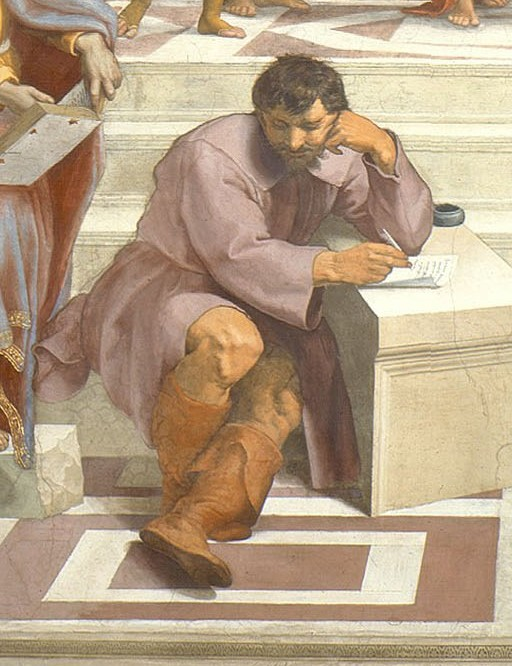
13. 헤라 클리 투스 (미켈란젤로를 모델로 함)
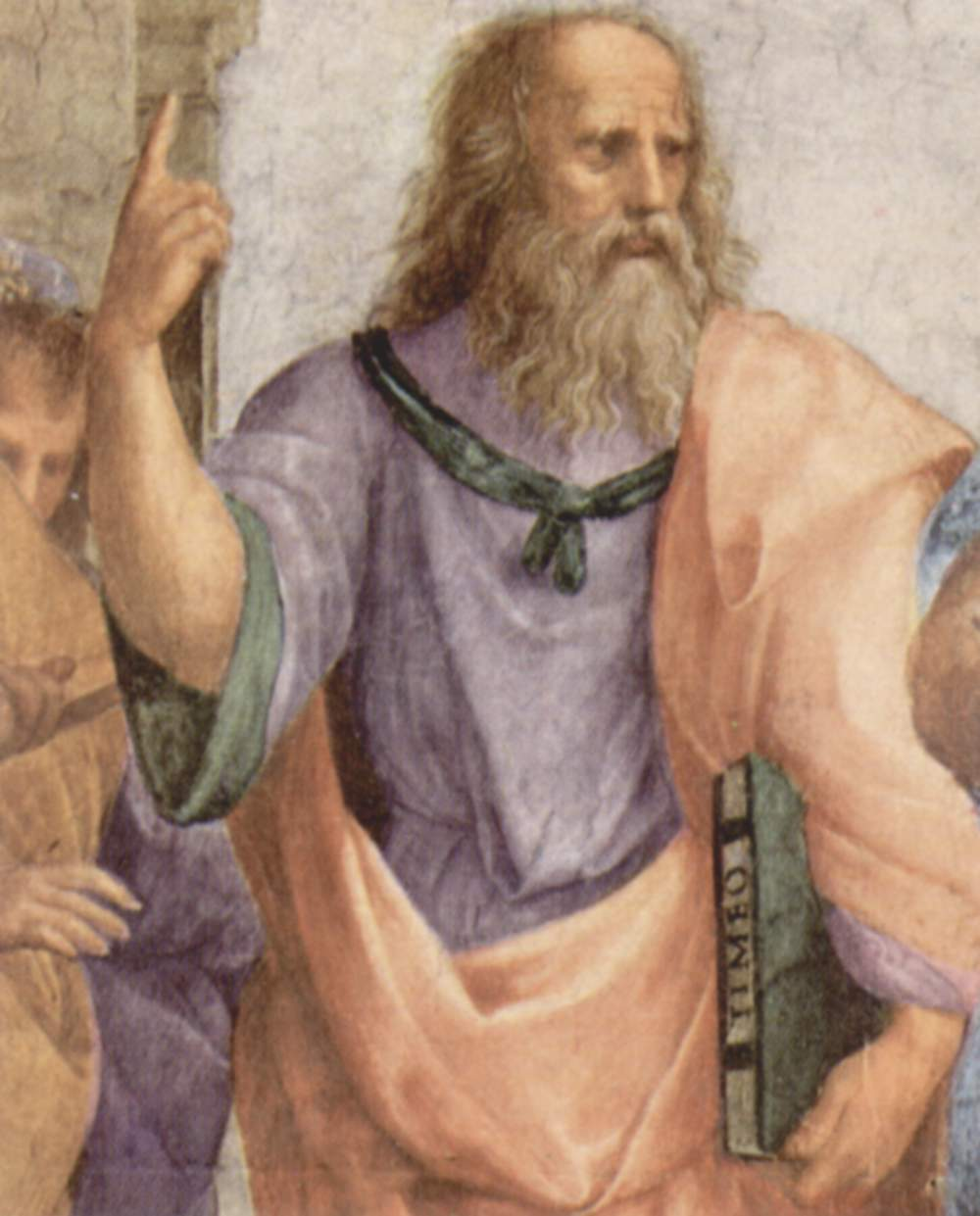
14. 플라톤 (레오나르도 다 빈치를 모델로 함)
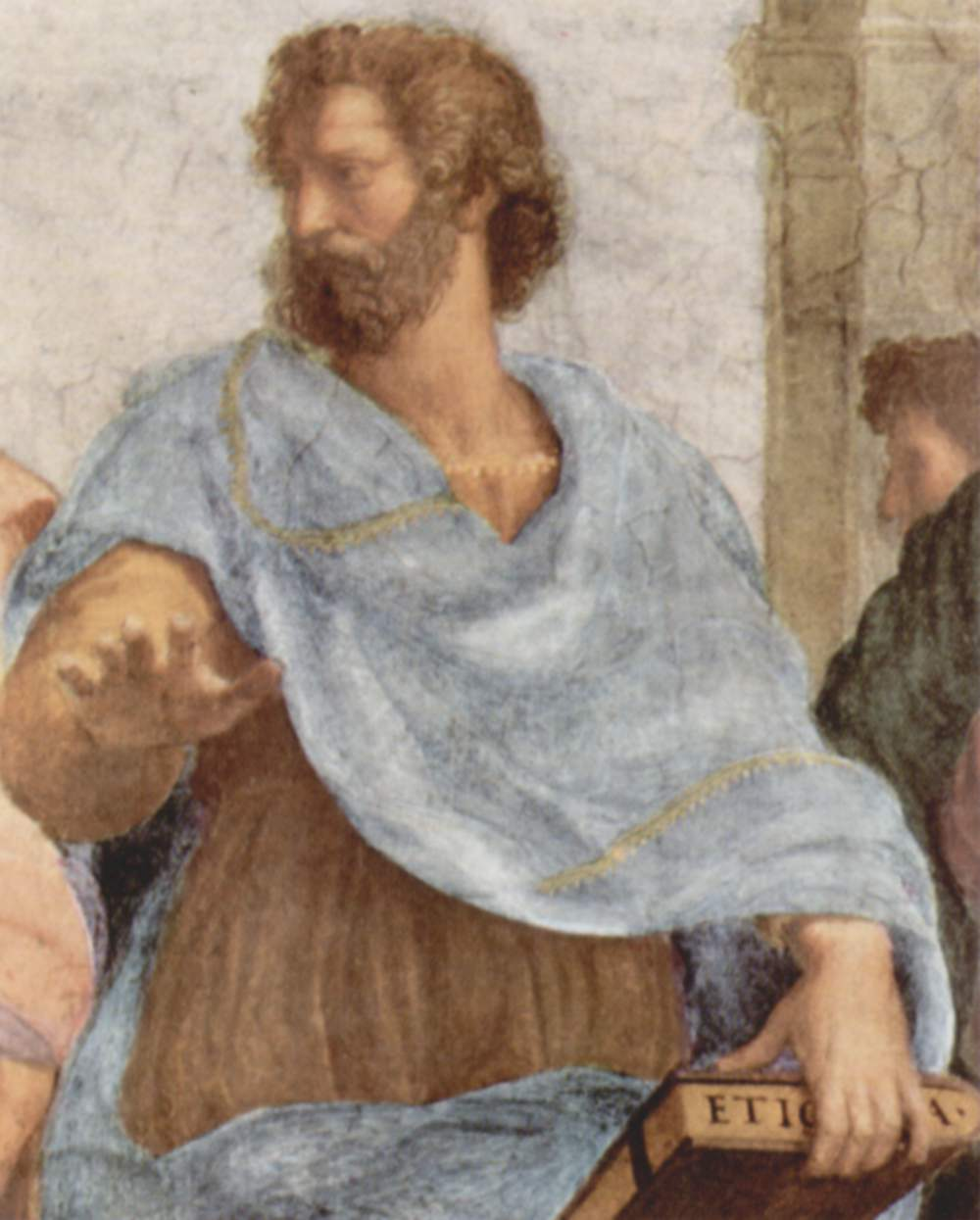
15. 아리스토텔레스
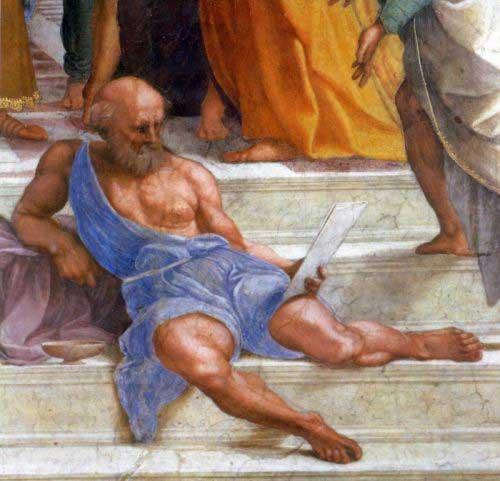
16. 디오게네스
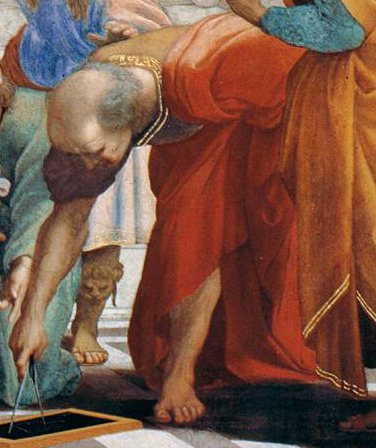
18. 유클리드 또는 아르키메데스 (브라만테를 모델로 함)
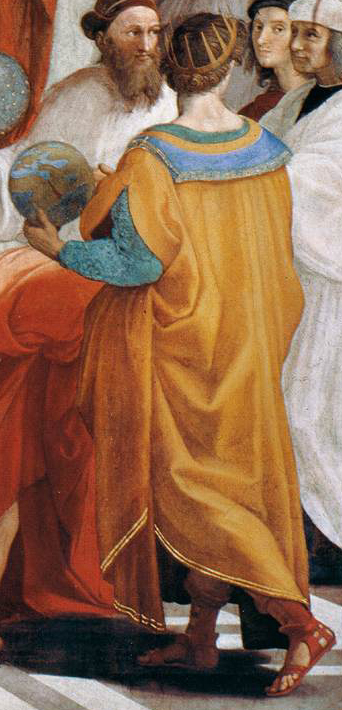
20. 프톨레마이오스
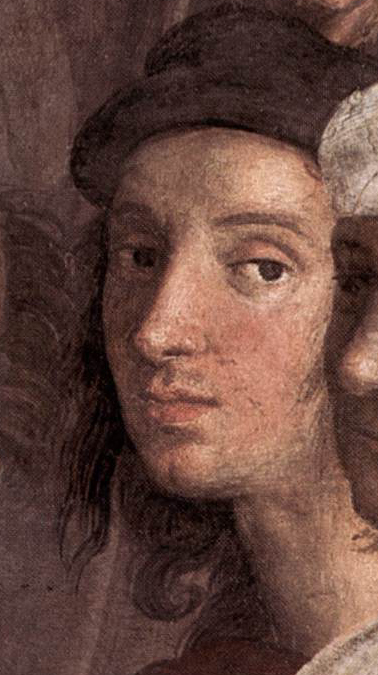
라파엘로

 참조: 시스틴의 성모, 아카데메이아, 라파엘로의 방

## 문학
- 에른스트 곰브리치 (Ernst Gombrich) : 라파엘의 상징 '서명의 방'. : 에른스트 곰브리치 : 르네상스의 미술 2 권 : 상징적 이미지. Klett-Cotta, 슈투트가르트 1986, ISBN 3-608-76147-0, pp. 104-124.
- 마샤 홀 (발행인) : 라파엘로의 "아테네 학당". 케임브리지 대학교 출판부, Cambridge 그 중에 1997, ISBN 0-521-44899-9 .
- 게리노 마졸라(Guerino Mazzola) 그 외에 : 라스터빌드-빌드라스터. Springer-Verlag, Berlin 그 중에 1986, ISBN 3-540-17267-X .
- 글렌 더블유 모스트(Glenn W. Most) : 라파엘로. 아테네 학당. 그림 읽는 방법 (= Fischer 13385 feat ). Fischer-Taschenbuch-Verlag, Frankfurt am Main 1999, ISBN 3-596-13385-8 .
- 아놀드 네셀라스(Arnold Nesselrath) : 라파엘로의 아테네 학당. (= 바티칸 박물관의 최근 복원. 볼륨 I). Edizioni Musei Vaticani, 바티칸 시티 1997, ISBN 88-86921-05-2 .
- 콘라드 오버후버(Konrad Oberhuber) : 라파엘로의 “아테네 학당”에서의 대립과 합성. Urachhaus, 슈투트가르트 1983, ISBN 3-87838-379-7 .
- 프랑크 카임(Frank Keim) : 아테네 학당의 새로운 지식 : ders. Venus, Jupiter and Co.- 르네상스의 위대한 천문학, 함부르크 2018, ISBN 978-3-339-10220-1 ( https://www.verlagdrkovac.de/978-3-339-10220-1.htm ).

## 같이 보기
- 최후의 만찬 (레오나르도 다 빈치)